# آرك
آرك (Ark) هو برنامج أرشفة ملفات لواجهة كدي.

## مميزات
- التعامل مع الصيغ: 7z, tar, rar, zip, gzip, bzip2, lha, zoo, and ar.
- متكامل مع مدير الملفات في كدي Konqueror.
- إنشاء الأرشفة عن طريق السحب والإفلات.
- تقديم الدعم لتحرير الملفات الموجودة في الأرشيف الخارحي مع برامج ملفات ويمكن أيضا ان تحذف من الأرشيف.